# Carlos Manuel O'Donnell
Carlos ManuelO'Donnell y Abreu, hertig av Tetuán, född 1834 i Valencia, död 10 februari 1903 i Madrid, var en spansk statsman, brorson till Leopoldo O'Donnell.
O'Donnell tjänstgjorde som officer på Filippinerna och deltog 1860 i sin farbrors segerrika fälttåg i Marocko. Efter farbroderns död 1867 ärvde han dennes hertigtitel. Medlem av cortes sedan 1863, intog O'Donnell som politiker en inflytelserik ställning och bidrog betydligt till drottning Isabellas störtande. Han tog 1869 avsked ur armén som brigadgeneral, var 1871-73 överhovmarskalk vid kung Amadeus hov, övergick sedan till den diplomatiska banan och var 1874-78 efter vartannat sändebud i Bryssel, Wien och Lissabon. År 1879 blev han utrikesminister i Martinez Campos ministär och utsågs 1881 av den liberale premiärministern Sagasta till senator för livstiden. Med åren blev O'Donnell alltmer konservativ. Han var utrikesminister i Canovas del Castillos båda ministärer (1890-94 och 1895-97) och hade genom sin omedgörlighetspolitik på Kuba och Filippinerna och i förhandlingarna med Förenta staterna en betydande del i ansvaret för den kris, som 1898 gjorde slut på det spanska kolonialväldet. 